# Jerry Rullo
Generoso Charles Rullo dit Jerry Rullo, né le 23 juin 1923 à Philadelphie (Pennsylvanie) et mort le 21 octobre 2016, est un joueur américain de basket-ball. Il évolue durant sa carrière au poste d'arrière.

## Biographie

### Jeunesse
Jerry Rullo est né à Philadelphie le 23 juin 1923. Il a fréquenté le lycée John Bartram de Philadelphie où il joue ses premiers matchs de basket-ball et il y gagnera même un titre.

### Université
En 1941, il s'inscrit à l'université de Owls de Temple grâce à une bourse qu'il a reçue. À l'université, Jerry Rullo pratique trois sports, le football, le baseball et le basket-ball. Il a été capitaine de l'équipe de football et de basket-ball tout en étant un joueur important de l'équipe de baseball. Pendant ses années universitaires, il est enrôlé dans l'armée américaine durant la seconde guerre mondiale. À son retour de l'armée il revient à Temple pour faire sa saison senior.

### Carrière professionnelle
Après l'université, il signe avec les Warriors de Philadelphie, il entrera dans l'histoire en faisant partie de la première équipe championne de NBA (qui s'appelle encore BAA). La saison suivante, il signe au Bullets de Baltimore qui remportera le titre BAA 1947-1948 où il jouera peu, il finira la saison par jouer avec les Philadelphia Sphas. La saison suivante, il retourne au Warriors, il y jouera 39 matchs avec une moyenne de 3,5 points par match. La saison 1949-1950, qui est la saison inaugurale de la NBA sera la dernière Saison de Jerry Rullo, il ne jouera que 4 matchs.

### Retraite sportive
Après avoir pris sa retraite du basket-ball, il a travaillé en tant qu'entraineur et superviseur au Philadelphia Department of Recreation jusqu'en 1983. Jerry Rullo entraina des équipes féminine et masculine de Basket-ball, baseball et de softball.
En 1984 Jerry Rullo est intronisé au Temple Athletics Hall of Fame.

### Décès
Jerry Rullo meurt le 21 octobre 2016 d'une insuffisance cardiaque à l'hôpital Penn Medicine Rittenhouse. Il était le dernier joueur vivant de l'équipe victorieuse des Warriors de Philadelphie de 1946-1947.

### Vie privée
Jerry Rullo épousa Eileen Rafferty, ils ont eu deux fils Jerry et James.

## Palmarès
- Champion BAA 1947
- Champion EPBL 1951